# Stactobia betiri
Stactobia betiri är en nattsländeart som beskrevs av Wells och Malicky 1997. Stactobia betiri ingår i släktet Stactobia och familjen smånattsländor. Inga underarter finns listade i Catalogue of Life.